# 近藤賢二
近藤 賢二（こんどう けんじ、明治7年（1874年）1月 - 昭和23年（1948年））は、日本の実業家。横浜商工会議所常議員。東洋麻糸紡績、朝日スレート、日本カーボン、石綿織機、眞崎大和鉛筆、日の出石綿工業社、横浜耐火煉瓦、横浜帆布各（株）社長、昭和電極製造、昭和特殊鋼、松尾礦業、日本炭素工業、湘南電気鉄道、太平運輸、木曽発電各（株）取締役。東洋電機製造（株）監査役。

## 生涯
近藤家は兵庫県津名郡生穂村に住し代々庄屋を務めた家柄である。近藤正惠の長男として明治7年（1874年）1月出生し後先代みねの養子となる。明治21年（1888年）家督を相続。
明治27年（1894年）同志社を卒業。台湾総督府に勤めた後実業界に入り、サミュエル商会（シェルの前身）・ライジングサン石油（昭和シェル石油の前身）に勤務する。横浜鉄道、横浜電気鉄道両社の常務や東洋麻糸紡績（トスコの前身）、日本カーボン、石綿紡績、昭和特殊鋼、眞崎大和鉛筆（三菱鉛筆の前身）、横浜帆布（東洋繊維の前身）、朝日石綿工業、朝日スレート（ともにエーアンドエーマテリアルの前身）各社の社長、横浜耐火煉瓦会長及び日の出石綿工業、朝日ビルディング（エーアンドエーマテリアルの前身）両社の代表を歴任し、横浜商工会議所常議員も務めた。

## 人物像
趣味は義太夫、和歌、俳句、囲碁。兵庫県在籍。

## 家族・親族

### 近藤家
（兵庫県津名郡生穂村（現淡路市）、東京都）
近藤家は兵庫県津名郡生穂村に住し代々庄屋を務めた家柄。近藤賢二の長男進一郎は政治家・川崎卓吉の長女と結婚した。近藤の次女・純子は弁護士・高島文雄に嫁いだが、文雄・純子夫妻の次男・孝之（小岩井農牧常務・博報堂取締役等を歴任）は三菱地所の取締役を務めた岩崎彦弥太の三女・美智子と結婚している。彦弥太は三菱財閥の創始者・岩崎弥太郎の嫡孫で、三菱の3代目総帥・岩崎久弥の長男にあたる。旧三菱財閥の流れを汲む企業集団・三菱グループと三菱鉛筆は三菱の文字も使用するうえロゴマークも同じであるものの一切の資本・人的関係がないが、三菱鉛筆の前身・眞崎大和鉛筆の社長を務めた近藤は次女が嫁いだ高島家を通じて三菱の創業者一族・岩崎家と姻戚関係で結ばれることになった。なお近藤の長男の義父・川崎卓吉が所属していた立憲民政党は三菱財閥と密接な関係を持つ政党であった。
また、近藤の外孫で高島文雄・純子夫妻の長男・信之は父・文雄と同じく弁護士となったが、信之の次女が鉄鋼ビルディング取締役の増岡隆一（増岡組2代目社長・増岡重昂の長男）に嫁いでいる。増岡の従姉（政治家・増岡博之の次女）が三菱鉛筆現社長・数原英一郎に嫁いでいるため、近藤家は高島家・増岡家を通じて三菱鉛筆の現オーナー一族・数原家と姻戚関係にあり、数原家は増岡家・高島家を通じて岩崎家とも姻戚関係にあるといえる。
- 姉・こう（兵庫県、長谷長作に嫁す[1]）
- 弟・正光（同県、岡本ちかの養子となる[1]）
- 妻・こま（同県、今岡議之二女[1]）

明治16年（1883年）1月生 - 没
- 長男・進一郎[1]（実業家）

明治34年（1901年）4月生 - 没
- 同妻・清子（貴族院議員川崎卓吉長女）

明治39年（1906年）2月生 - 没

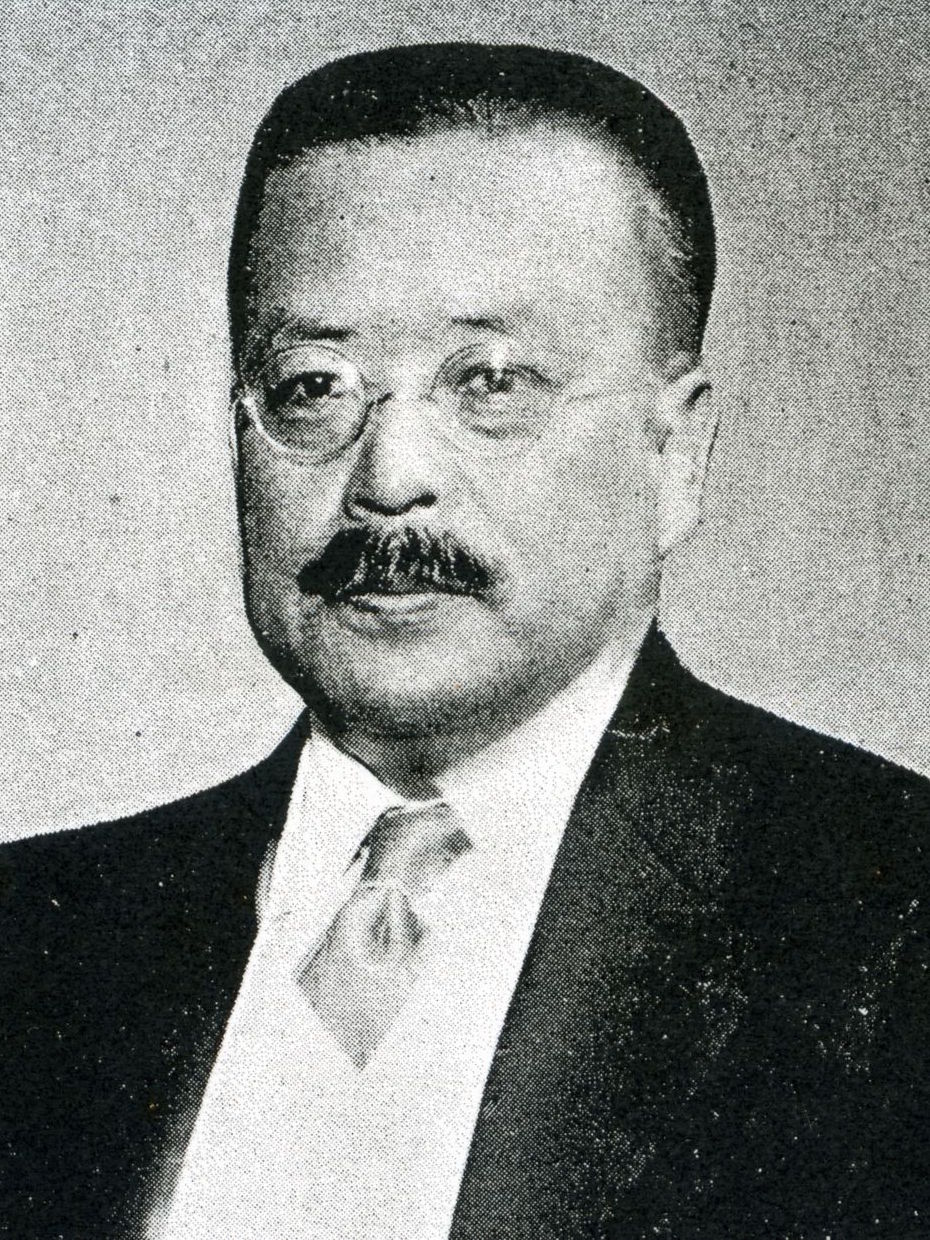
川崎卓吉
（長男・進一郎の義父。岡田内閣の文相、広田内閣の商工相をつとめた。）

- 長女・みち（福岡県、大阪控訴院判事岩田渉に嫁す[1]）

明治35年（1902年）10月生 - 没
- 二女・すみ（東京府士族、教育者・心理学者高島平三郎長男弁護士高島文雄に嫁す[1]）

明治36年（1903年）10月生 - 没
- 同長男・高島信之（弁護士）

昭和2年（1927年）2月14日生 -  平成22年（2010年）6月18日没
- 同次男・高島孝之（元小岩井農牧常務）

昭和6年（1931年）12月14日生 - 昭和56年（1981年）10月21日没
- 四女・てい（三重県、経済学博士佐々木道雄弟第一銀行員三郎に嫁す[1]）

明治40年（1907年）2月生 - 没
- 五女・きそ子（岐阜県、三井銀行員西松直吉に嫁す[1]）

明治44年（1911年）5月生 - 没
- 六女・ひろ子（東京府、川澄公明に嫁す[1]）

大正元年（1912年）9月生 - 没
- 七女・和子（王子製紙会社員毛内義胤に嫁す[1]）

大正2年（1913年）8月生 - 没
- 女・ひで[1]

大正5年（1916年）7月生 - 没
- 三男・民三郎[1]（実業家）

大正8年（1919年）6月生 - 没
- 四男・淑郎[1]

大正13年（1924年）7月生 -

## 近藤賢二別邸
1925年に辻堂海岸に別荘として建てられた遠藤新設計による家が藤沢市民会館敷地内に移築公開されている。